# Akó (hrad)

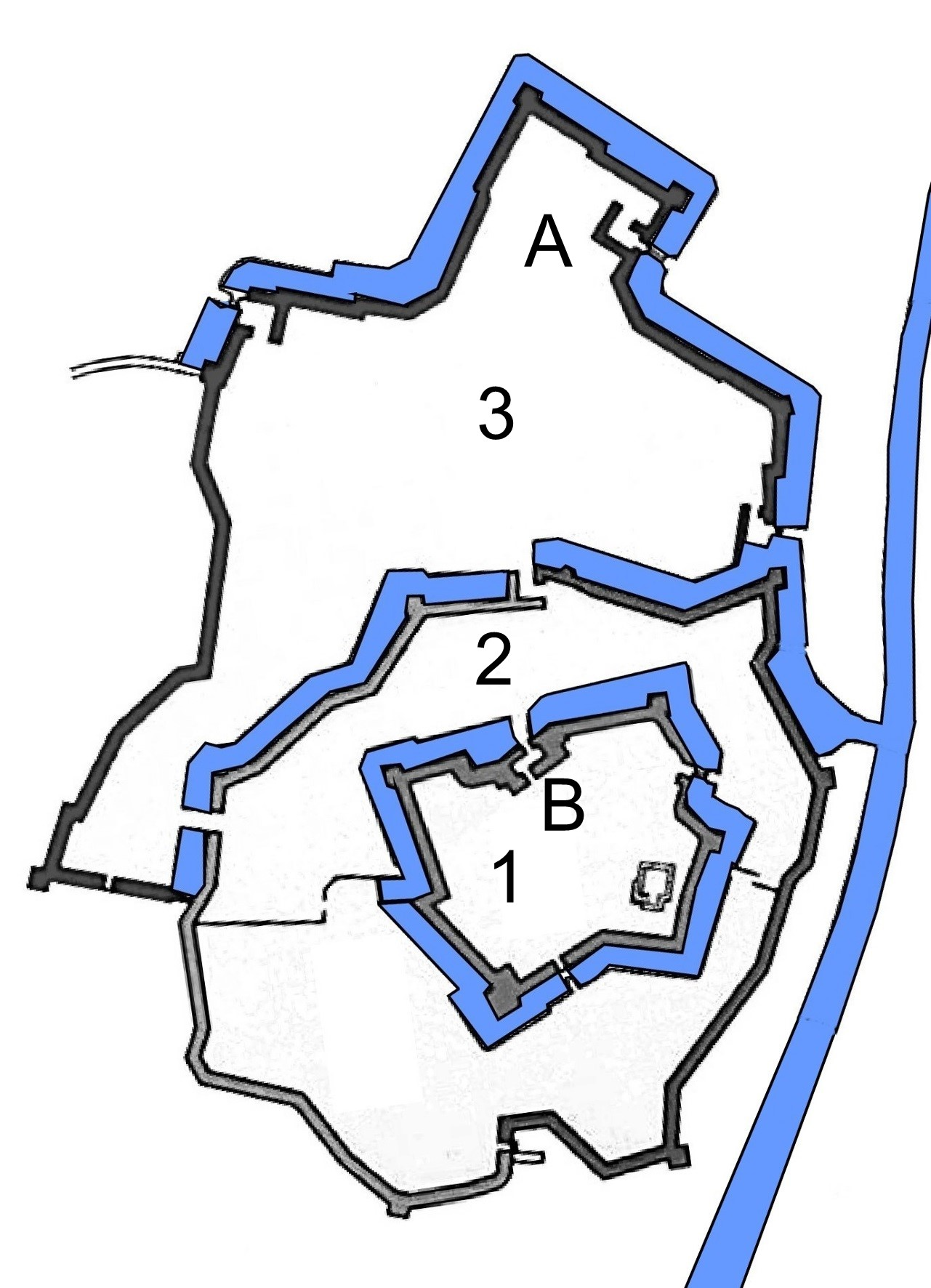
Prostorové uspořádání

Hrad Akó (japonsky 赤穂城, Akó-džó) je rovinný japonský hrad ve městě Akó v prefektuře Hjógo. V Období Edo jej vybudoval klan Asano. Stal se tak centrem knížectví Akó, malého léna v západní části provincie Harima na ostrově Honšú. V roce 1971 byl hrad prohlášen Národní historickou památkou, načež bylo roku 2003 chráněné území rozšířeno. Uvnitř hradu se nachází brána Nagajamon vedoucí do příbytku Jošia Óišiho, hlavního rádce pána hradu, daimjóa Naganoriho Asana, a vůdce 47 róninů. Dům jako takový již neexistuje, ale místo, kde stával, je samostatnou Národní historickou památkou. Obě zámecké zahrady, Honmaru a Ninomaru, byly upraveny do podoby, jakou asi měly v období Edo, a společně byly v roce 2021 prohlášeny Národním krajinným památníkem.

## Historie
Hrad stojí na jižním mořském pobřeží města Akó, kde střežil hranici mezi starými provinciemi Harima a Bizen. Původně šlo o malou pevnost zbudovanou v 15. století místním klanem Oků. Avšak poté, co zdejší panství získal generál a zeť Iejasua Tokugawy Terumasa Ikeda jako uznání zásluh v bitvě u Sekigahary, začalo se s budováním nového hradu. 
Klan Ikedů vládl z hradu Himedži a hrad Akó byl vybudován jako druhotné opevnění, jehož úkolem bylo chránit západní hranici panství. Po smrti Terumasy Ikedy byl jeho rozsáhlý majetek rozdělen. Jeho pátý syn Masacuna Ikeda obdržel podíl 35 000 koku, což byl původně vdovský podíl, který připadl jeho matce Tokuhime.  Po Masacunově smrti přešlo léno v roce 1631 na jeho mladšího bratra Teruokiho Ikedu. Roku 1645 však Teruokiho posedlo šílenství a on zavraždil svoji konkubínu a několik komorných, načež byl zbaven svého majetku. 
Ikedové byli v držení knížectví Akó nahrazeni mladší větví rodu Asanů. První daimjó z klanu Asanů, Naganao Asano, strávil 13 let přestavbou hradu Akó v míře, která několikanásobně přesahovala hodnotu panství v koku (roční výnos rýže), jež činila 53 000 koku, a přitom rovněž zrekonstruoval hradní město. Nově přebudovaný hrad měl 12 bran (mon) a 10 věží (jagura). Stavební řešení hradu bylo neobvyklé, neboť sestával ze souosých uzavřených objektů geometrického tvaru obehnaných vodním příkopem, což mohlo být ovlivněno znalostí plánů západních bastionových pevností. Byla vybudována základna pětipatrové hlavní hradní věže neboli tenšú z kamenných bloků, ale zůstalo pouze u ní, celá hlavní věž nebyla nikdy postavena. Rezidence se nacházela v centrální oblasti neboli Honmaru, kterou obklopoval prostor Ninomaru. Na severu strážila prostor Ninomaru věž Sannomaru. Dokončený hrad využíval jak Vnitřní moře, tak řeku, takže byl téměř celý obklopen vodou. Přestože dnes stojí daleko od pobřežní čáry, v dobách výstavby stál přímo na ní, takže lodi mohly vyplouvat z přístaviště umístěného v jeho areálu. V důsledku událostí známých jako Pomsta 47 róninů byli Asanové zbaveni svého panství a hrad přešel roku 1702 nakrátko do vlastnictví klanu Nagaiů, načež ho v roce 1706 obdržel klan Moriů, jehož příslušníci vládli na značně zmenšeném panství Akó až do roku 1871, kdy byl v rámci reforem Meidži zrušen systém lenních držav (han).

### Zánik a obnova
Období Meidži znamenalo pro hrad Akó tak jako pro řadu jiných japonských feudálních hradů pohromu. Po reformách Meidži přišel hrad o vnější prostory a zanikla rovněž většina jeho budov. Stalo se tak jako následek vládního nařízení o zrušení hradů z roku 1873. Mnoho budov bylo strženo a části kamenných zdí byly zbořeny, aby mohly být použity ke stavbě opěrných zdí, když se v roce 1892 rozvodnila řeka Čikusa. Řada příkopů byla zasypána a v centrální oblasti hradu, Honmaru, byla v roce 1928 vybudována střední škola. 
S rekonstrukcí hradu se započalo v roce 1935. Byl obnoven vodní příkop, jedna z věží  a most před bránou Otemon. Práce na obnově hradu pak přerušila válka. Znovu započaly až počátkem 50. let. Roku 1953 došlo k obnově příkopu obklopujícího hlavní část hradu a dva roky nato pak byla podle starých fotografií přestavěna nárožní strážní věž Sannomaru. V témže roce došlo k obnově několika staveb ve vnitřní části hradu, včetně hlavní brány Otemon. Následně byly znovu odkryty příkopy a opraveny zřícené zdi nábřeží. Roku 1971 byl celý objekt prohlášen za národní kulturní památku. V té době ještě existovala v areálu Honmaru střední škola. V roce 1981 však byla přesunuta do Misaki a její budova zbourána. Stalo se tak až 10 let po prohlášení hradu za národní kulturní památku. Počátkem 90. let začaly práce na obnově zahrady Honmaru. Do roku 1996 došlo k obnově dalších bran – Honmarumon a Jaguramon. V roce 2001 následovala brána Umajagučimon. Roku 2006 byl hrad Akó vybrán Japonskou hradní asociací coby jeden ze 100 nejlepších hradů v Japonsku. V roce 2010 byla spolu s bránou obnovena dělicí zeď v západní části Ninomaru.

## Galerie

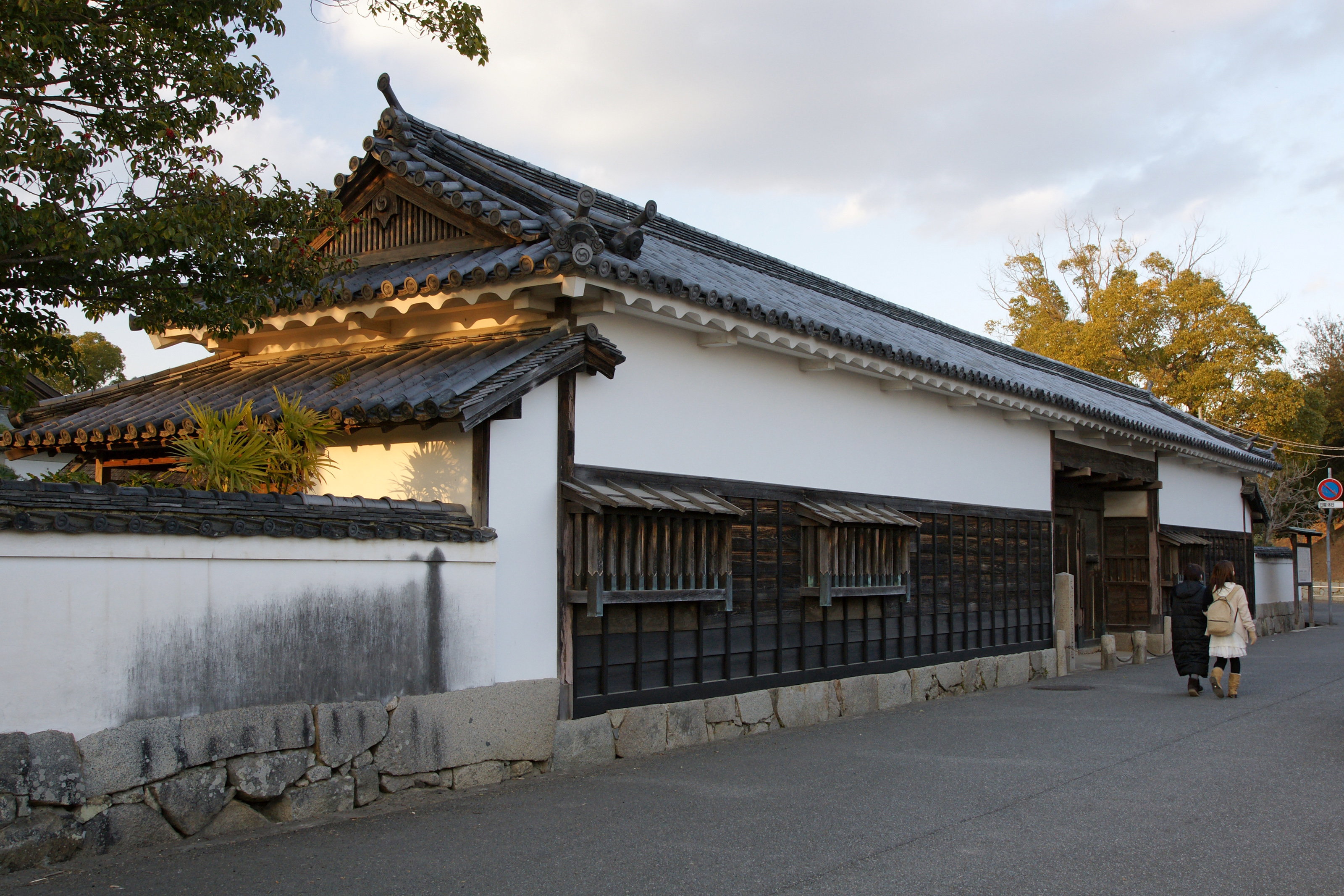
Brána Nagajamon vedoucí do příbytku Jošia Óišiho
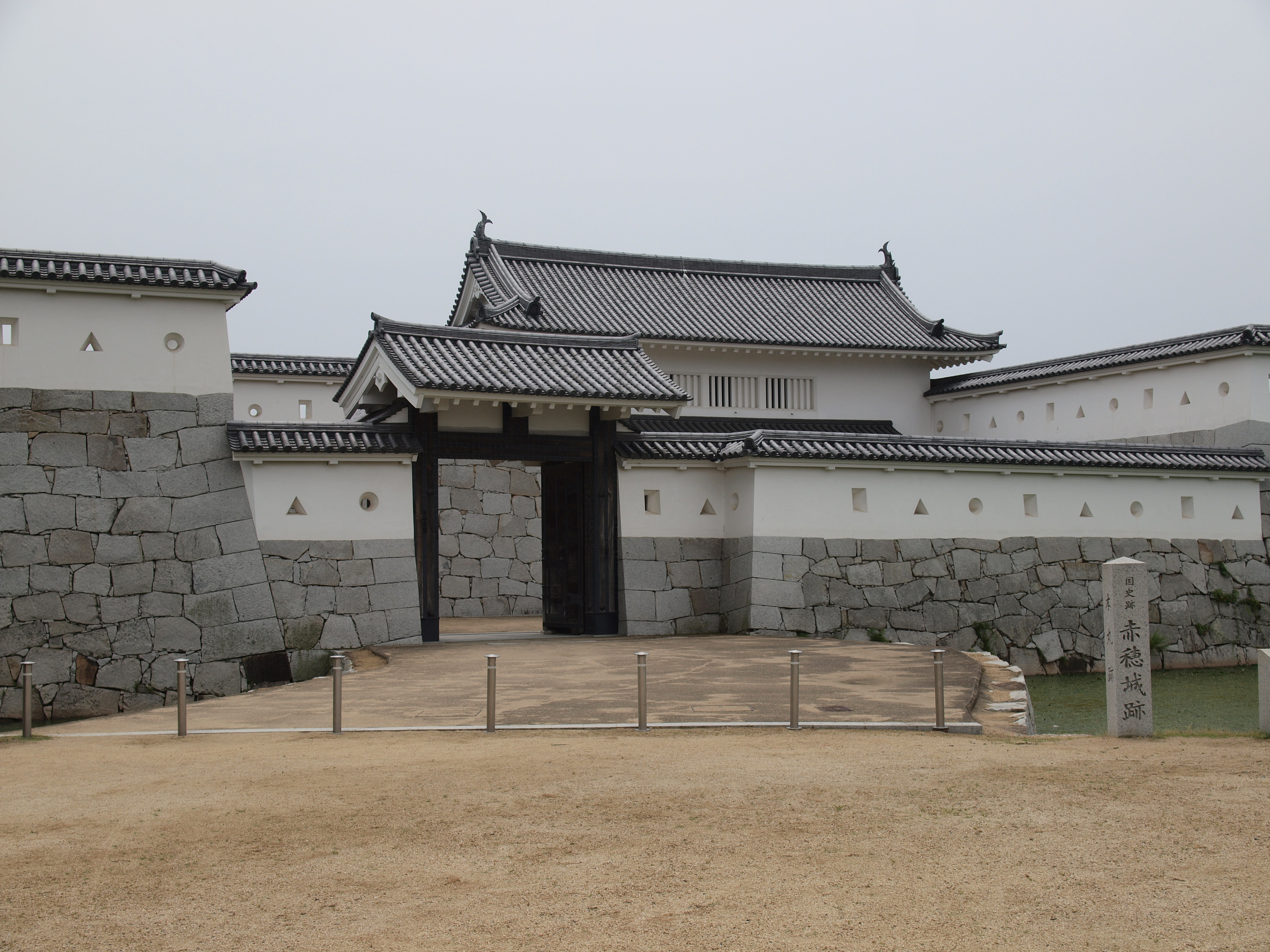
Zadní brána centrální oblasti Honmaru
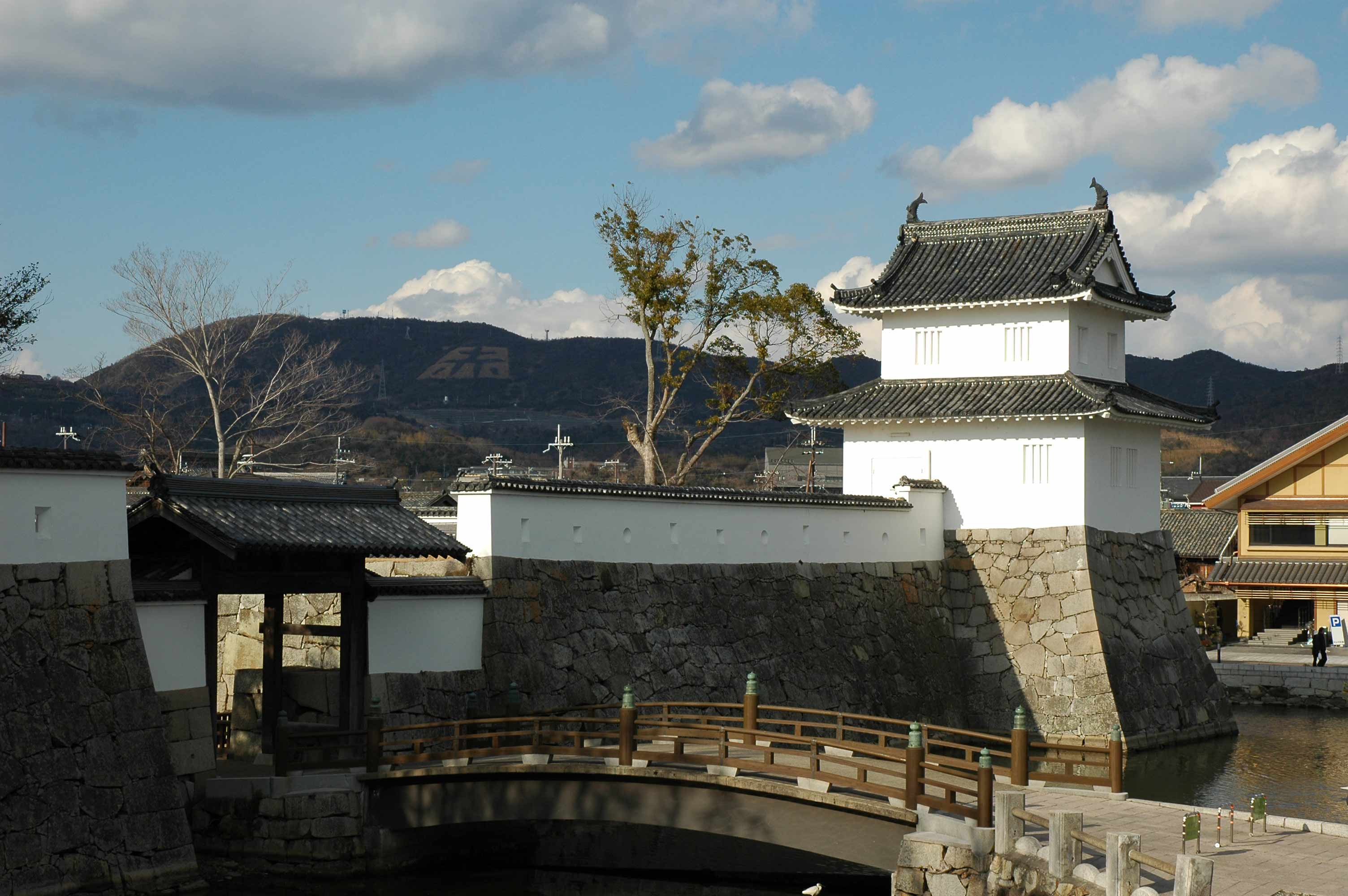
Brána Otemon
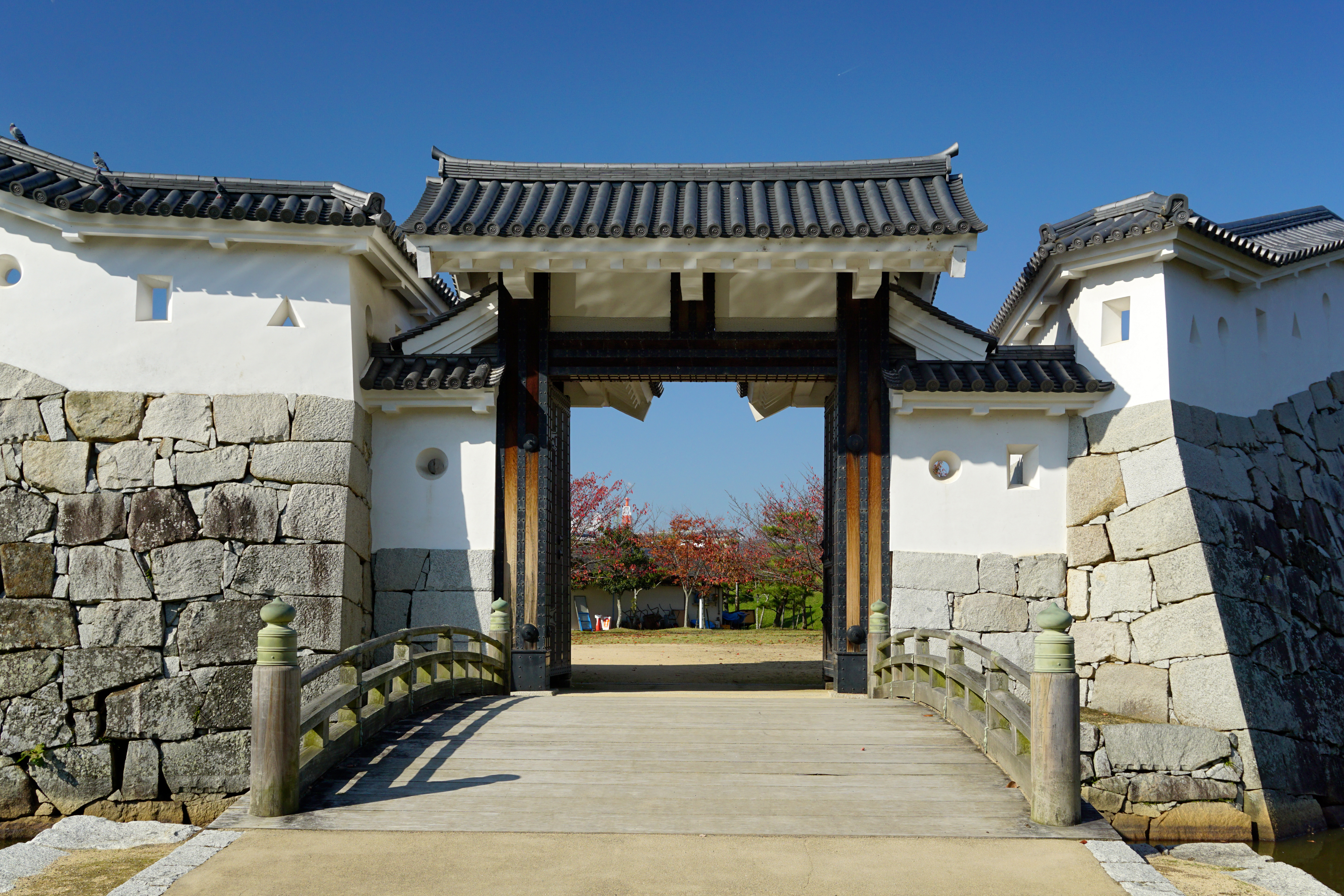
Brána stájí Honmaru
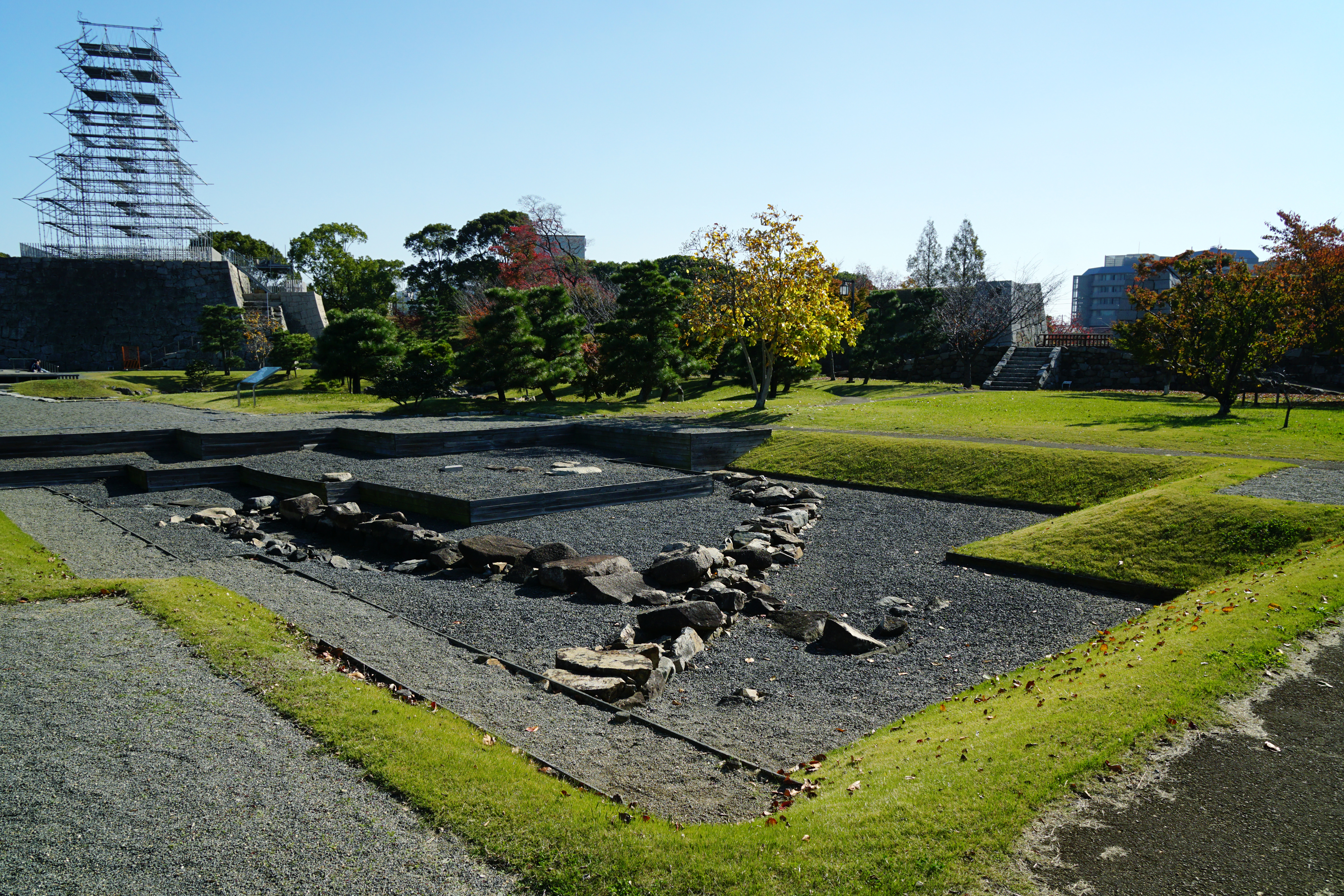
Základy paláce Honmaru
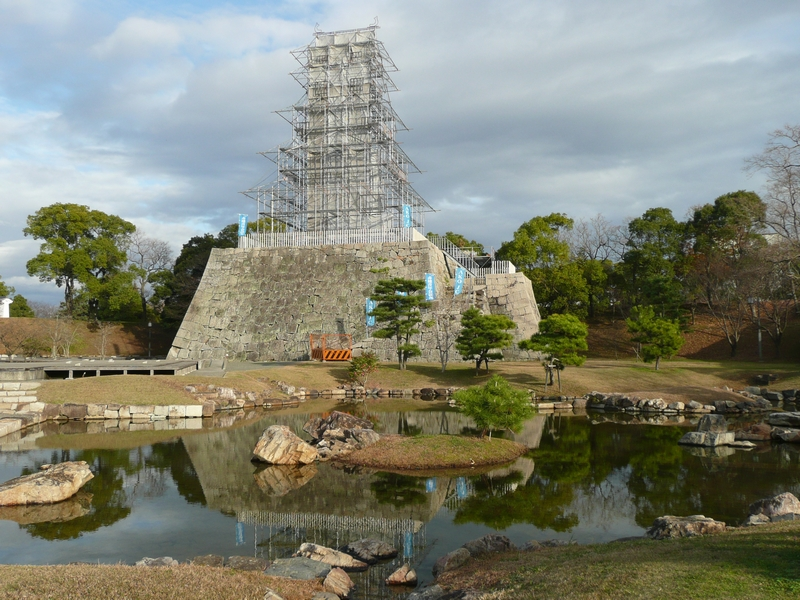
Základna hlavní hradní věže
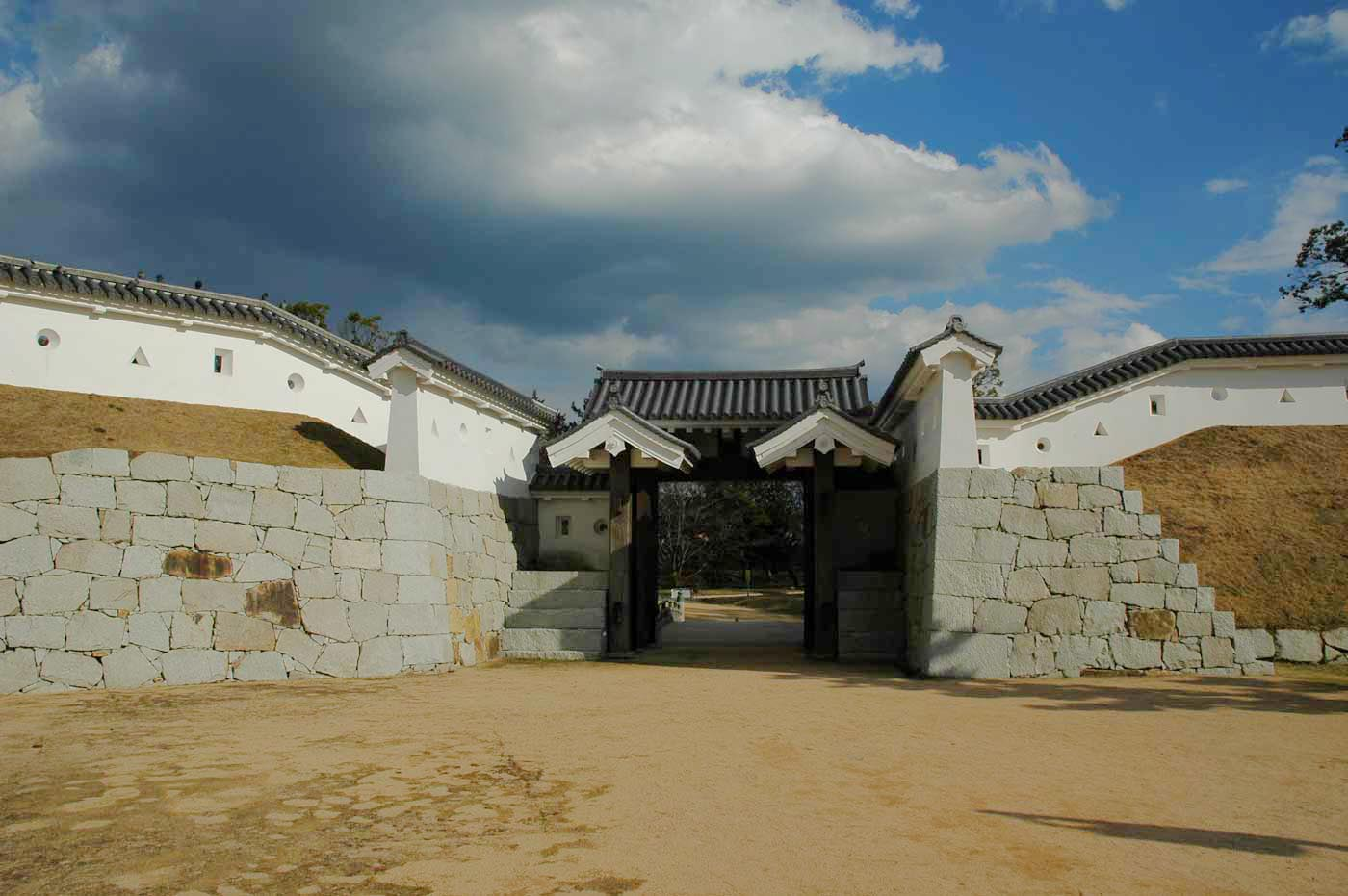
Brána Umajaguči